# .416 Taylor
El cartucho metálico .416 Taylor fue creado por Robert Chatfield-Taylor a principios de la década de 1970, siendo el primer rifle producido comercialmente para este cartucho el Winchester Model 70. El diseño parte del casquillo del .458 Winchester Magnum con el cuello ajustado para aceptar balas de calibre .416.

## Uso
El .416 Taylor dispara un proyectil de 10.6mm (.416"). Con cargas máximas, el cartucho es capaz de propulsar una bala de 400 granos a 2350 pies/s (716,3 m/s) con un cañón de 24 pulgadas produciendo una energía inicial de 4,903 pies/libra . Los ensayos iniciales (realizados por Waters) se realizaron en un rifle Ruger Modelo 77, reportando haber logrado alcanzar los 2400 pies/s (731,5 m/s) con un proyectil de 400 granos; igualando la performance del .416 Rigby (suponiendo temperaturas y presiones barométricas moderadas). Waters también informó que las balas podrían exceder los 2600 pies/s (792,5 m/s) con ciertas pólvoras. 
Algunos armeros están recañonando rifles Browning BAR .338 Winchester Magnum con cañones .416 Taylor, creando así rifles de caza semiautomáticos en un arma para la caza de animales peligrosos.

## Origen
El cartucho se creó para reemplazar el .416 Rigby de longitud magnum, que en ese momento estaba casi obsoleto, con un cartucho que cabría en un rifle de cerrojo de longitud estándar. Los rifles de acción más cortos no solo son más fáciles de transportar en una cubierta pesada, sino que también hacen que sea más conveniente llevar más municiones. Las ventajas de los cartuchos con un diámetro de bala de .416 pulgadas son que generalmente presentan al tirador menos retroceso y una trayectoria más plana que los rifles de juego peligroso de calibre .458 más grandes (como el .458 Winchester Magnum). También tienen más fuerza de impacto y penetración que los calibres medianos como el .375 H&H Magnum . El cartucho Taylor es simplemente un .458 Winchester Magnum con el cuello hacia abajo sin cambios. Tienen la misma altura de los hombros y el mismo ángulo que el .264 Winchester Magnum . El 416 Taylor era un cartucho estandarizado de SAAMI, y A-Square lo ofreció como un artículo de producción estándar hasta que cerró en 2011.